# Cuvelai
Cuvelai és un municipi de la província de Cunene. Té una extensió de 16.270 km² i 60.137 habitants. Comprèn les comunes de Mukolongondjo, Mupa, Kubati i Kalonga. Limita al nord amb els municipis de Jamba i Cuvango, a l'est amb els municipis de Cuchi i Menongue, al sud amb el municipi de Cuanhama, i a l'oest amb els municipis d'Ombadja i Matala.